# Thaiphantes
Thaiphantes is een geslacht van spinnen uit de familie hangmatspinnen (Linyphiidae).

## Soorten
De volgende soorten zijn bij het geslacht ingedeeld:
- Thaiphantes milneri Millidge, 1995
- Thaiphantes similis Millidge, 1995